# Laguna Trolope
Trolope es una laguna ubicada en el departamento Ñorquin de la provincia del Neuquén, Argentina.
Se encuentra a una altitud de 1450 m s. n. m. y cerca del volcán Copahue. La laguna posee ejemplares de trucha arcoíris y Fontinalis, desarrollándose en época estival el deporte de la pesa.